# حمام ارگ کریم‌خان

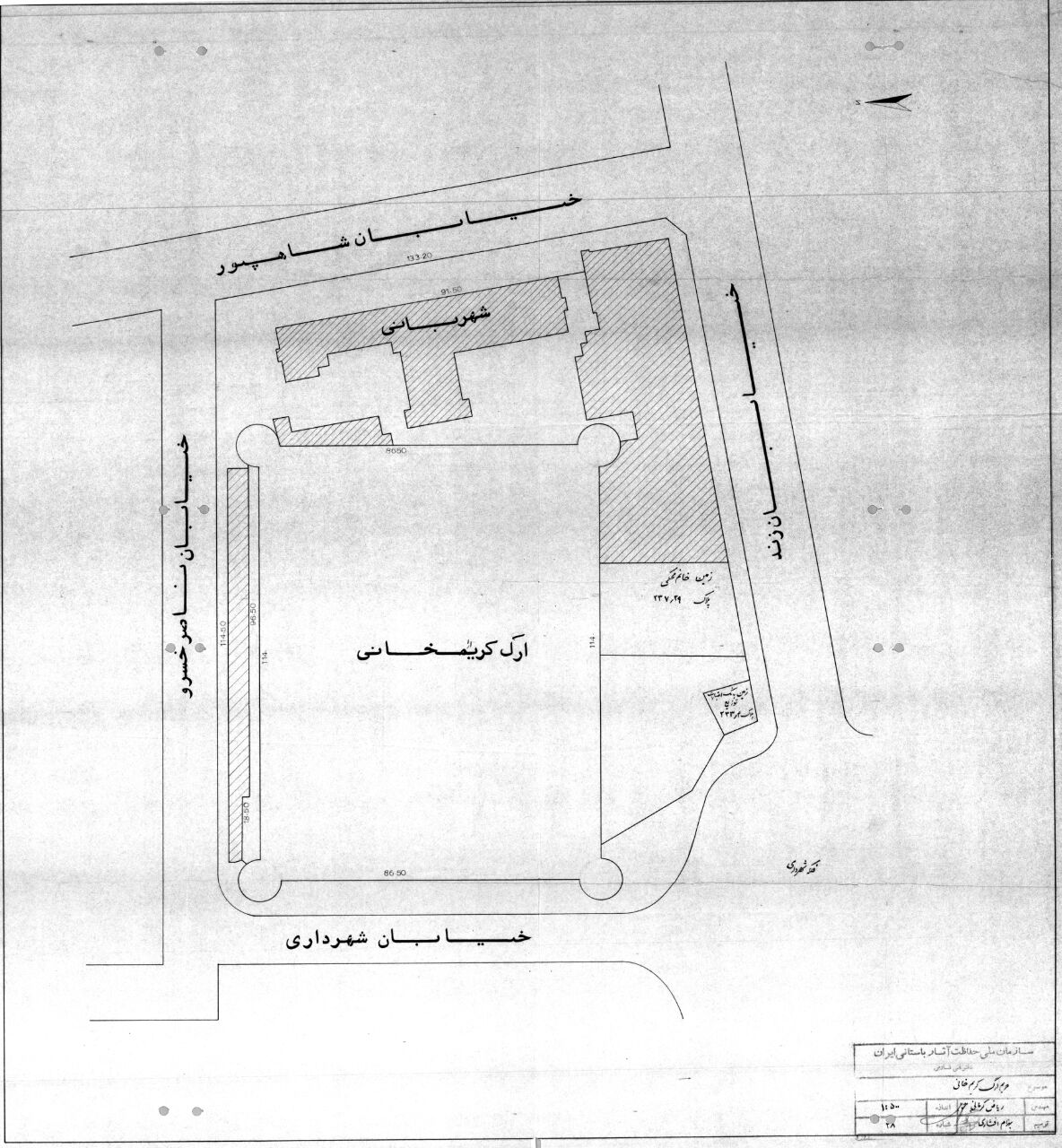
پلان حمام کریم خان۲

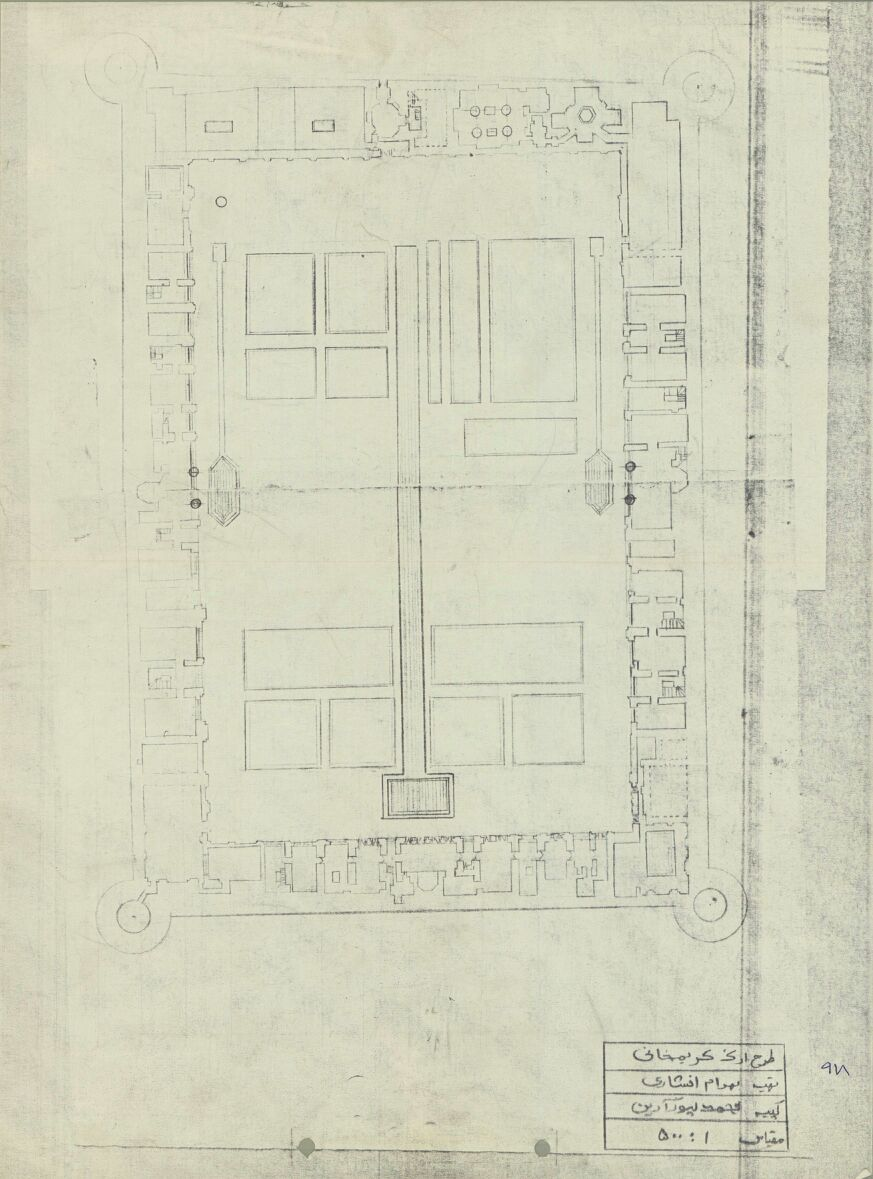
پلان حمام کریم خان

در دوره زندیه میدان کریمخانی شیراز به عنوان تأسیسات و مجموعه شهری شامل ۳ بخش سیاسی در برگیرنده کلاه فرنگی و دیوانخانه، بخش اقتصادی شامل بازار وکیل و بخش نظامی شامل میدان مشق می‌شده. در این میدان، ارگ به عنوان خانه حاکم و هسته اصلی میدان عمل می‌کرده است.
پس از گذشتن از میدان کریم خانی سابق و میدان تازه احیا شده شهدای امروزی به سوی ارگ نظامی و مسکونی حاکم شیراز می‌رویم. اینجا قصر سلطنتی و اندرونی کریم خان زند حاکم شیراز است. ارگ کریم خانی قلعه‌ای مستطیل شکل است که در هر یک از اضلاع آن برجی از آجر به ارتفاع ۱۵ متر ساخته شده است.
دیوارهای بیرونی بنا که همانند دیوارهای یک قلعه نظامی است توجه هر بیننده‌ای را به خود جلب می‌کند. دیوار بنا در پایین حدود ۳ متر ضخامت دارد و به صورت مخروط ناقص بالا رفته و ضخامت آن در بالا افزایش می‌یابد و به جان پناه ختم می‌شود که در گذشته محل استقرار سربازان بوده است. سادگی بیرون بنا جذاب است و تنها روی دیوارها و برج‌ها نقوش آجری هندسی دیده می‌شود.

## پیشینه تاریخی محوطه
ساخت ارگ کریم خان در سال‌های ۱۷۶۶ تا ۱۷۶۷ انجام شد. کریم خان بهترین معماران را جهت ساخت آن به کار برد. او همچنین بهترین مصالح را از داخل و خارج کشور تهیه و ساخت بنا را به سرعت تمام کرد. این بنا در دوره زندیه محل استقرار حکومت بود و در دوران قاجار محل زندگی فرمانداران محلی بود.

## توصیف محوطه
حمام ارگ جزء اولین حمام خصوصی در ایران می‌باشد؛ و جهت استحمام خانواده سلطنتی مورد استفاده قرار می‌گرفته است. راه دسترسی به آن از طرف حیاط خلوط جنوب شرقی بوده است. ساختمان این حمام برعکس اتاق‌ها که بالاتر از سطح محوطه است پایین‌تر از آن‌ها قرار گرفته و همین امر باعث محفوظ ماندن بیشتر گرما در آن می‌شود.
قسمت اول ورود به حمام سربینه آن می‌باشد. در این مکان چهار سکو جهت نشستن و لباس کندن وجود دارد. در وسط این قسمت حوض هشت گوشی وجود دارد که با فواره‌ای در وسط آن فضای دلپذیری ایجاد کرده است. در گوشه‌ای از سربینه محلی برای گرم کردن غذای سربینه توسط آتش و نیز درست کردن چای و قلیان تعبیه شده است.
در زیر سکوهای سربینه قسمت‌هایی جهت گذاردن کفش و بسته لباس پیش‌بینی شده است. کارهایی که در سربینه انجام می‌گرفت شامل درآوردن، پوشیدن لباس، حجامت، خالکوبی، مشت و مال کردن، صحبت کردن و خوردن چای و قلیان بوده است.
سربینه توسط راهرویی به گرم خانه متصل می‌گردد. این راهرو شیب ملایمی به سمت گرم خانه دارد.
گرم خانهٔ حمام شامل سه قسمت است ۱-فضای گرم خانه ۲-خزینه ۳-نور خانه
فضای بزرگ گرم‌خانه دارای دو حوض مستطیل شکل می‌باشد؛ دارای فواره که با آب سرد پر می‌شده است. چهار ستون سنگی یکپارچه به رسم ستون دوره زندیه مارپیچ ساخته شده و سقف گرم‌خانه به صورت طاق و چشمه بر روی آن‌ها قرار دارد.
سقف گرم خانه گنبدی شکل و بدون تزینات برجسته می‌باشد و تنها نقوش اسلیمی به روش آهک بری آن را مزین ساخته است. کف حمام توسط سنگ گندمک پوشش شده و تنها اطراف حوض‌ها توسط مرمر سبز کفپوش شده. در زیر کف گرم خانه کانال‌هایی جهت جریان هوای گرم که به زیر دیگ خزینه متصل است وجود دارد. خزینه حمام سه قسمت دارد. قسمت وسط دیگ مسی نصب شده وزیر دیگ آتش روشن می‌شده است که دو حوض طرفین دارای آبی ولرم بوده است. قسمتی از گرم خانه جهت امور نظافت در نظر گرفته شده که به نور خانه موسوم است.

## کاربری
حمام در گذشته کاربری فراوانی داشته و به عنوان محل اجتماعات اهالی به‌شمار می‌رفت. درگذشته مراسم‌های حنابندان در این مکان برگزار می‌شده است.

## وضعیت کنونی
در حال حاضر حمام ارگ فقط محلی است برای بازدید کنندگان به خصوص توریست‌ها. اما در گذشته نمونه‌های صنایع دستی و نمایشگاه‌هایی در این منطقه برگزار می‌شده است.

## نگارخانه

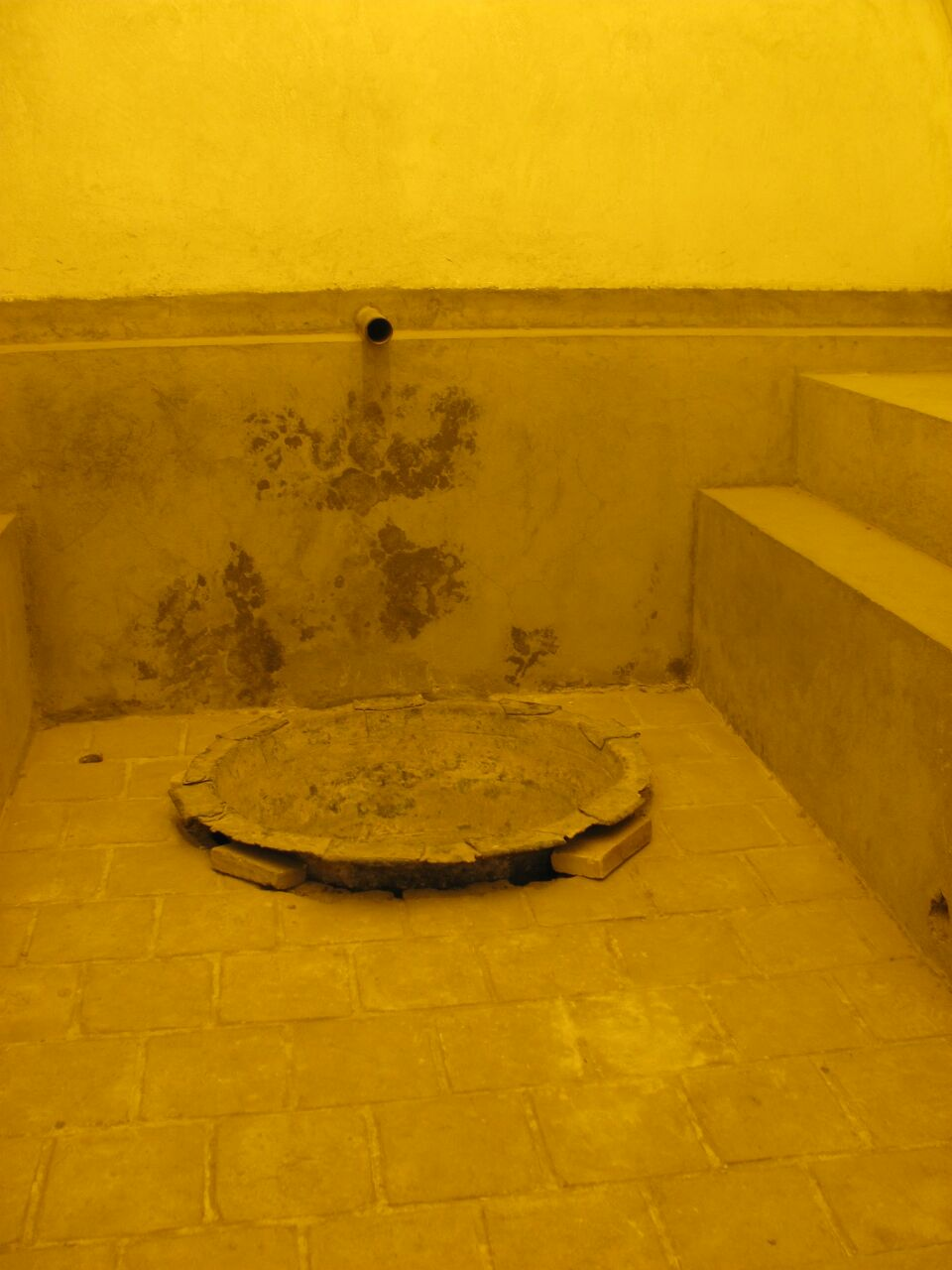
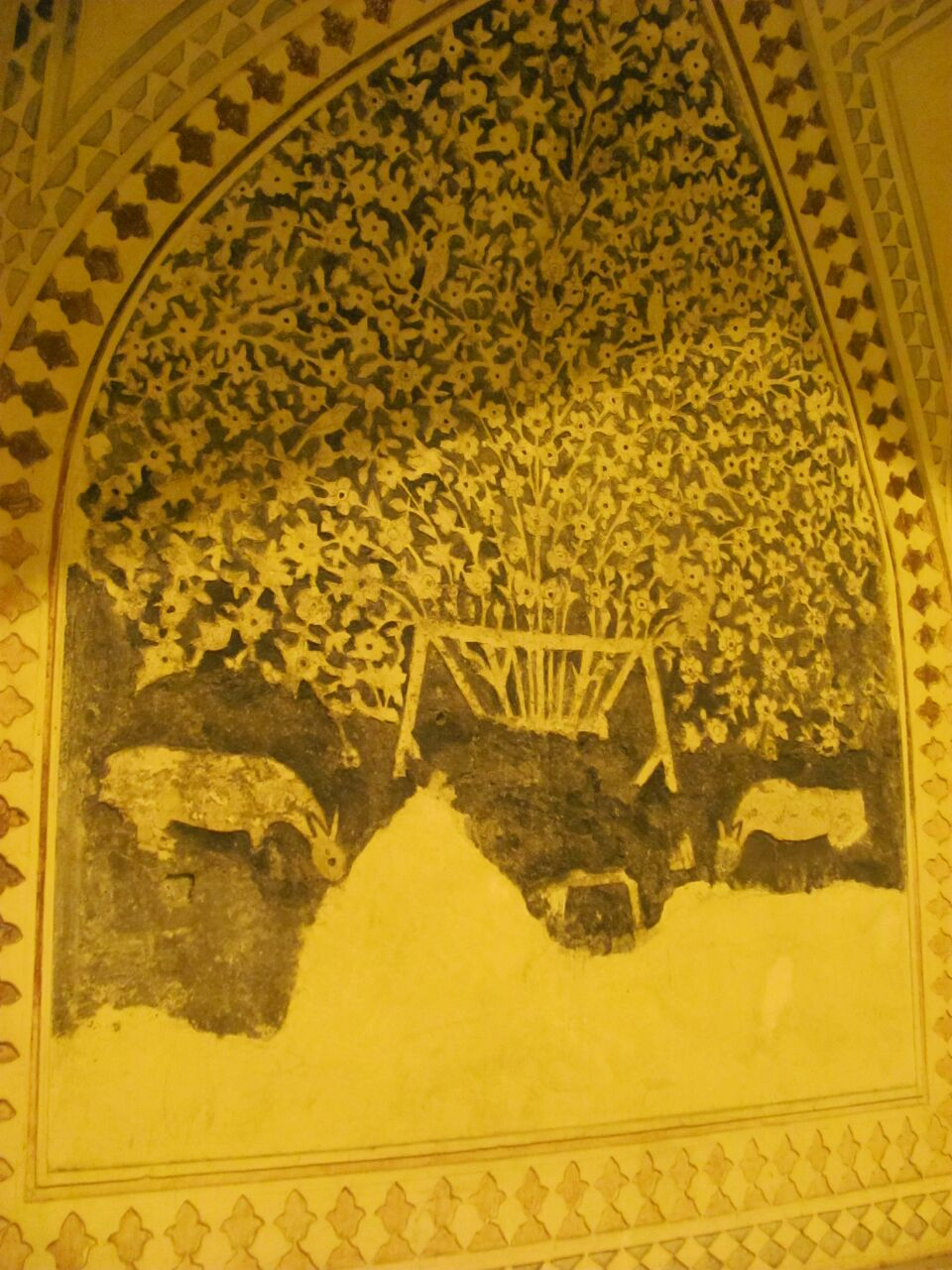
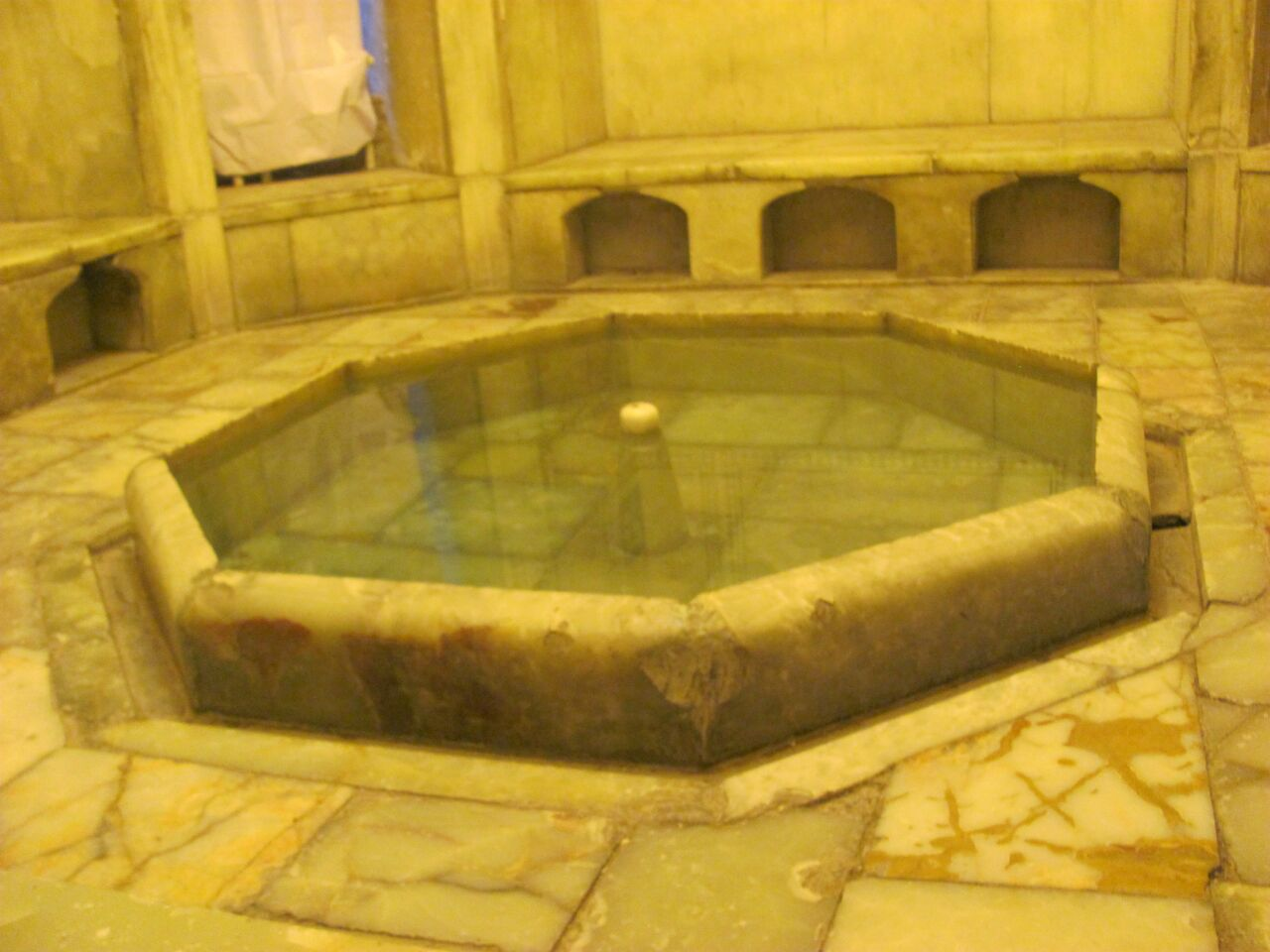
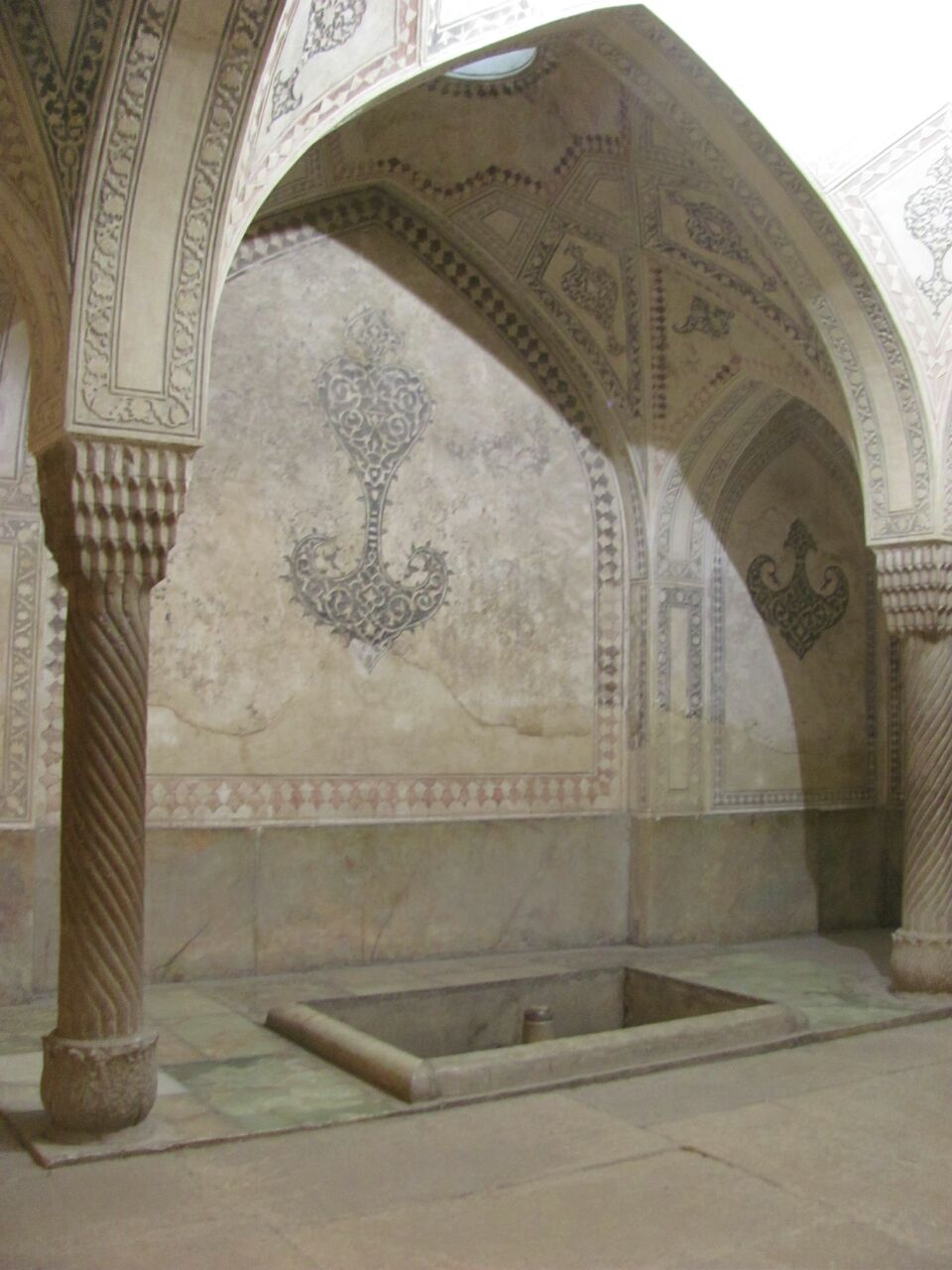